# スタンネリー・ワイザカ・ブルー
スタンネリー・ワイザカ・ブルー（英語：Stanley Waithaka Mburu、2000年4月9日 - ）は、ケニアの陸上競技選手。ヤクルト所属。オレゴン世界陸上選手権男子10000m銀メダル。

## 概要
2018年、IAAFダイヤモンドリーグサーキットの5000mで3位となった。また、7月のU20世界選手権の5000mで銀メダルを獲得した。同年来日し9月からヤクルトに所属している。
2022年に開催されたオレゴン世界陸上選手権の10000mでは、残り2周でトップに立つもジョシュア・チェプテゲイに越され銀メダルを獲得した。

## 自己ベスト
- 5000m : 13分05秒21（2019年7月20日、ナイトオブアスレチックス）
- 10000m : 27分13秒01（2018年11月10日、日本体育大学長距離競技会）